# 한국JTS
한국JTS(Join Together Society)는 정토회의 승려 법륜(현재 JTS 이사장)이 기아, 질병, 문맹 퇴치를 목적으로 설립한 국제구호 비정부 기구이다.

## 설립
1991년 불교성지를 순례하기 위해 인도를 방문한 법륜은 전정각산을 찾아 둥게스와리의 마을을 방문했을 때 200여명의 아이들이 길가에 늘어서 구걸하는 모습을 보고 구호사업을 결심하여, 1993년 8월 인도 콜카타 근교 보탈라(Botalla)에 의료 캠프를 개설하고 구호활동을 시작했다. 이때 설립된 인도JTS를 시작으로 1994년 뉴욕에 JTS가 설립되었고, 이어 1996년 8월에는 보건복지부로부터 사단법인 한국JTS 설립을 인가받아 본격인 구호활동을 시작했다.
2007년 1월에 국제 연합 경제사회이사회(UN ECOSOC)로부터 특별 협의 지위를 받았다.

## 활동
아시아 지역을 중심으로 "아시아의 빈곤과 아픔은 아시아의 손으로 해결하자"는 목표로 갖고 활동하는 단체이다. 북한, 인도, 필리핀, 캄보디아, 스리랑카, 인도네시아. 미얀마, 라오스 등지에서 구호 및 개발 사업을 진행했거나 진행하고 있다.

### 인도
불가촉천민들이 집단 거주하는 둥게스와리 지역에 수자타 아카데미를 설립하여 운영하고 있으며, 집단 콜레라 발병을 계기로 세워진 지바카 병원도 무료로 운영하고 있다.

### 필리핀
분쟁의 땅으로 알려진 민다나오섬에서 사업장을 운영하고 있으며, 알라원 마을을 비롯한 주변 오지 마을에 학교를 짓고 교재를 지원하는 교육사업을 진행하고 있다. 더불어 민다나오의 평화 정착과 전통문화 계승을 위한 사업도 진행하고 있다.

### 긴급구호
북한 룡천 열차폭발 사고의 복구를 지원하기도 했으며, 아프가니스탄 전쟁의 피난민 캠프에 식량과 교육기자재를 지원하거나 2008년 파키스탄 지진이 일어나자 피해지역에 파키스탄 군 헬기를 동원하여 구호물자를 전달하기도 했다. 2011년 도호쿠 지방 태평양 해역 지진 피해를 입은 이와테현과 미야기현에 구호물자를 지원하였고, 태풍 하이옌에 피해를 입은 필리핀 레이테섬 타나우안에서 긴급구호를 실시하고 사마르섬 2014년부터 사마르섬 마라붓 지역에서 조기복구사업을 진행하여 교실 86칸을 복구했다.

## 특징
- 운영 및 파견인력 전원이 무급 자원봉사자로 구성되어서 인건비 지출이 없기 때문에, 운영비 지출이 상대적으로 적은 편이다.
- 학교건축 등 개발사업은 JTS가 자재를 제공하고, 주민은 노동력을 제공하며, 정부에서는 기술자 임금을 제공하는 방식으로 주민참여를 강조한다.
- 국가나 다른 단체의 지원과 관심을 받는 지역 보다는, 가능하면 알려지지 않고 조금이라도 더 어려운 지역을 찾아 서비스를 제공한다.

## 같이 보기
- 수자타 아카데미
- 협의 지위